# Arroyo Chico Alférez
El arroyo Chico Alférez es un curso de agua ubicado en la provincia de Misiones, Argentina que desagua en el río Uruguay.
El mismo nace al sur de la localidad de Los Helechos, en el departamento de Oberá marcando el límite entre ese departamento y el de San Javier hasta desembocar en el río Uruguay aguas abajo de la ciudad de Panambí.
- Datos: Q5705591